# Тихон (Бобов)
Епископ Тихон (в миру Виктор Дмитриевич Бобов; 12 сентября 1954, Первоуральск, Свердловская область) — архиерей Русской православной церкви, епископ Ишимский и Аромашевский. Кандидат биологических наук (1989). Наместник Свято-Троицкого монастыря г. Тюмени. Ректор Тюменского духовного училища.

## Биография
Родился 12 сентября 1954 году в Первоуральске семье рабочих.
В 1972 году окончил среднюю школу в Тобольске. В том же году поступил на работу слесарем на судоремонтный завод посёлка Сумкино города Тобольска.
В ноябре 1972 года принял крещение в Покровском соборе Тобольска.
В 1973 году поступил в Тобольский зооветтехникум, который окончил в 1976 году. В 1976 году поступил в Московскую ветеринарную академию имени Скрябина.
По окончании академии был зачислен на должность научного сотрудника во Всесоюзный научно-исследовательский институт ветеринарной энтомологии и арахнологии. Занимался исследованиями в области пчеловодства. В бытность работы в научном институте он, как только появлялась возможность, ездил в Сергиев Посад к своему духовнику. «А коллеги думали, что я езжу к женщине».
В 1989 году защитил диссертацию на соискание степени кандидата биологических наук.
25 августа 1992 года в Покровском соборе Тобольска епископом Тобольским и Тюменским Димитрием (Капалиным) пострижен в монашество с наречением имени Тихон в честь святителя Тихона Задонского. 28 августа 1992 года в Покровском соборе Тобольска рукоположён в сан иеродиакона. 7 января 1993 года там же — в сан иеромонаха.
В 1992—1995 годы преподавал в Тобольской духовной семинарии.
В 1995 году после возрождения Свято-Троицкого монастыря в Тюмени назначен исполняющим обязанности наместника обители. 21 февраля 1996 года решением Священного синода назначен наместником монастыря.
31 марта 1996 года в Знаменском кафедральном соборе Тюмени возведён в сан игумена.
В 1997—2000 годы — благочинный Тюменского округа Тобольской епархии.
18 ноября 1999 года утверждён в должности ректора Тюменского духовного училища.
В 1999 году против него по инициативе комитета по культуре администрации области прокуратура Тюменской области возбудила уголовное дело по статье 243 ч. 2 Уголовного кодекса РФ, обвинив его в «преднамеренном разрушении памятника культуры федерального значения». Суть дела состояла в сносе ветхого деревянного здания бывшей церковно-приходской школы и постройке на его месте аналогичного, но в кирпичном исполнении, для общежития учащихся духовного училища. Дело рассматривалось в двух судебных инстанциях (в Калининском районном суде города Тюмени и в Тюменском областном суде), и оба раза архимандрит Тихон был оправдан. Было установлено, что износ здания на момент начала работ составлял 80 % и сохранить его в прежнем виде было невозможно.
В октябре 2001 года призвал общественность выступить против концертов Бориса Моисеева, «пропагандирующих разврат, растлевающих души молодых зрителей». В Тюмени по инициативе священнослужителей, общественного движения «Сибирь православная» и регионального отделения Движения в защиту нравственности было собрано множество подписей под обращением к властям города с требованием не допустить проведения концертов. В результате гастроли были отменены.
В 2003 году, в праздник Святой Троицы, возведен в сан архимандрита.
2 октября 2013 года решением Священного синода Русской православной церкви избран епископом Ишимским и Аромашевским.
29 октября 2013 года наречён во епископа в Патриаршей резиденции Данилова монастыря. Чин наречения возглавил патриарх Московский и всея Руси Кирилл.
3 ноября 2013 года в храме Христа Спасителя хиротонисан во епископа Ишимского и Аромашевского. Хиротонию совершили патриарх Кирилл, митрополит Саранский и Мордовский Варсонофий (Судаков), митрополит Тобольский и Тюменский Димитрий (Капалин), епископ Евтихий (Курочкин), епископ Елецкий и Лебедянский Максим (Дмитриев), епископ Солнечногорский Сергий (Чашин), епископ Элистинский и Калмыцкий Зиновий (Корзинкин), епископ Ханты-Мансийский и Сургутский Павел (Фокин), епископ Ржевский и Торопецкий Адриан (Ульянов), епископ Кинельский и Безенчукский Софроний (Баландин), епископ Шуйский и Тейковский Никон (Фомин), епископ Кинешемский и Палехский Иларион (Кайгородцев), епископ Альметьевский и Бугульминский Мефодий (Зайцев), епископ Калачинский и Муромцевский Петр (Мансуров), епископ Тарский и Тюкалинский Савватий (Загребельный), епископ Губкинский и Грайворонский Софроний (Китаев), епископ Зарайский Константин (Островский), епископ Мариинский и Юргинский Иннокентий (Ветров), епископ Железногорский и Льговский Вениамин (Королёв), епископ Кузнецкий и Никольский Серафим (Домнин), епископ Магнитогорский и Верхнеуральский Иннокентий (Васецкий), епископ Барышский и Инзенский Филарет (Коньков), епископ Котласский и Вельский Василий (Данилов), епископ Бежецкий и Весьегонский Филарет (Гаврин), епископ Алатырский и Порецкий Феодор (Белков), епископ Яранский и Лузский Паисий (Кузнецов), епископ Георгиевский и Прасковейский Гедеон (Губка), епископ Уржумский и Омутнинский Даниил (Кузнецов), епископ Уваровский и Кирсановский Игнатий (Румянцев), епископ Махачкалинский и Грозненский Варлаам (Пономарёв), епископ Мичуринский и Моршанский Гермоген (Серый).

## Награды
- Орден святителя Иннокентия, митрополита Московского и Коломенского, II степени (2014)[8]

## Публикации
- «Аскосфероз пчел и меры борьбы с ним» (кандидатская диссертация), 1989
- Митрополит Тобольский и Сибирский Филофей Лещинский и его связь с Тюменским Свято-Троицким монастырем 1621—2003 гг. — Биография, историография, документы. — Тюмень: «РУТРА», 2006.
- Святитель Филофей Лещинский, митрополит Тобольский и всея Сибири. К 280-летию преставления. Исторический очерк. — Тюмень: «Издательство „Искусство“», 2007.
- Апостол Сибири. Святитель Филофей Лещинский и Тюменский Свято-Троицкий монастырь. — Тюмень: Издательство „Искусство“, 2007. — 223 с.
- 250 лет Филофеевской школе — Тюменскому православному духовному училищу. — Тюмень, 2011.
- Слово архимандрита Тихона (Бобова) при наречении во епископа Ишимского и Аромашевского, 2013.